# Atilla Karaosmanoğlu
Atilla Karaosmanoğlu (* 1931 oder 1932 in Manisa; † 11. November 2013 in Istanbul) war ein türkischer Ökonom und Politiker. Er war Vizepräsident der Weltbank und 1971 stellvertretender Ministerpräsident der Türkei. Er gehörte einer alten Familie, den Karaosmanoğulları an.

## Leben
Karaosmanoğlu wurde 1931 oder 1932 in Manisa geboren. Er studierte bis 1954 an der Ankara Üniversitesi und promovierte anschließend in Wirtschaftswissenschaften an der Istanbul Üniversitesi. In den Vereinigten Staaten unterrichtete er dann als Dozent an der New York University und der Harvard University. Nach seiner Rückkehr in die Türkei arbeitete Karaosmanoğlu beim Staatlichen Planungsamt und wurde Berater der Organisation für wirtschaftliche Zusammenarbeit und Entwicklung (OECD).
Ab 1966 arbeitete Karaosmanoğlu für die Weltbank. Am 26. März 1971 berief ihn der damalige Ministerpräsident Nihat Erim zum stellvertretenden Ministerpräsidenten (verantwortlich für Wirtschaft) in sein Kabinett, das von den Militärs nach dem Militärputsch in der Türkei 1971 eingesetzt worden war. Schon am 3. Dezember 1971 trat Karaosmanoğlu gemeinsam mit 10 Ministern zurück, da sich die Minister außer Stande sahen, die versprochenen Reformen umzusetzen. Nach Aussagen des türkischen Journalisten Metin Toker soll Karaosmanoğlu insbesondere Meinungsverschiedenheiten zwischen seinem Ministerium und dem Finanzministerium für die Uneinigkeit im Kabinett verantwortlich gemacht haben.
Karaosmanoğlu kehrte zur Weltbank zurück, wo er in den nächsten 22 Jahren arbeitete. Er war Vizepräsident der Bank. Am 30. November 1994 ging er in den Ruhestand.
Karaosmanoğlu starb am 11. November 2013 und wurde auf dem Friedhof  Çengelköy in Istanbul bestattet. Es wurde in seinem Namen vom Turkish Philanthropy Funds ein Gedenkfonds zur Unterstützung der Organisation Çağdaş Yaşamı Destekleme Derneği gegründet.